# Neolemonniera
Neolemonniera är ett släkte av tvåhjärtbladiga växter. Neolemonniera ingår i familjen Sapotaceae.
Kladogram enligt Catalogue of Life:
| Neolemonniera | \| \| Neolemonniera batesii \| \| \| \| \| \| Neolemonniera clitandrifolia \| \| \| \| \| \| Neolemonniera ogouensis \| \| \| \| |
|               | \| \| Neolemonniera batesii \| \| \| \| \| \| Neolemonniera clitandrifolia \| \| \| \| \| \| Neolemonniera ogouensis \| \| \| \| |
|               | Neolemonniera batesii |
|               | |
|               | Neolemonniera clitandrifolia |
|               | |
|               | Neolemonniera ogouensis |
|               | |